# Radiogrammitis jagoriana
Radiogrammitis jagoriana är en stensöteväxtart som först beskrevs av Georg Heinrich Mettenius och Oskar Kuhn, och fick sitt nu gällande namn av Barbara S. Parris. Radiogrammitis jagoriana ingår i släktet Radiogrammitis och familjen Polypodiaceae. Inga underarter finns listade.